# Суха Березівка
Суха Березівка — річка в Україні, у Світловодському районі Кіровоградської області. Ліва притока Березівки (басейн Дніпра).

## Опис
Довжина річки приблизно 8,6 км. Місцями пересихає.

## Розташування
Бере початок у селі Аудиторівка. Тече переважно на південний схід через Серебряне і в Захарівці впадає у річку Березівку, ліву притоку Інгульця. 
Поруч з річкою пролягає автошлях Т 1215.